# Xantheurytoma
Xantheurytoma is een geslacht van vliesvleugeligen uit de familie Pteromalidae. De wetenschappelijke naam van dit geslacht is voor het eerst geldig gepubliceerd in 1912 door Cameron.

## Soorten
Het geslacht Xantheurytoma omvat de volgende soorten:
- Xantheurytoma flava Cameron, 1912
- Xantheurytoma pallidicoxa (Girault, 1928)